# Die Schwestern Vane
Die Schwestern Vane (englisch The Vane Sisters) ist eine Kurzgeschichte des russisch-amerikanischen Schriftstellers Vladimir Nabokov (1899–1977). Sie wurde 1951 verfasst, aber erst acht Jahre später veröffentlicht. Sie ist Nabokovs letzte Kurzgeschichte und gilt als Musterbeispiel unzuverlässigen Erzählens.

## Inhalt
Der anonyme Ich-Erzähler, ein Französisch-Professor an einem Mädchen-College an der amerikanischen Ostküste, unternimmt an einem sonnigen Spätwintertag einen Spaziergang und erfreut sich an den Schatten, die tauende Eiszapfen und das von ihnen herabtropfende Wasser an die Häuserwände werfen. Später bemerkt er den rötlichen Schatten, den eine Parkuhr vor einer Lichtreklame auf den Asphalt wirft. Bei diesem Spaziergang trifft er einen Bekannten namens D., der ihm mitteilt, dass Diana (im englischen Original: Cynthia) Vane an Herzversagen starb. Der Ich-Erzähler war mit ihr länger befreundet und erinnert sich der gemeinsamen Erlebnisse. So brachten beide D. und Dianas jüngere Schwester Sibyl, die ein ehebrecherisches Liebesverhältnis hatten, auseinander, worauf Sibyl sich umbrachte. Sie war eine der Studentinnen des Ich-Erzählers und kündigte ihren Suizid auf einer Klausur an, die sie bei ihm schrieb. Diana ist Malerin und Spiritistin und vertritt eine „Theorie intervenierender Aurae“, wonach die Geister der Verstorbenen sich durch scheinbar zufällige Ereignisse den Lebenden, die sie liebten, bemerkbar machen. Als Beispiel werden geheime Botschaften genannt, die akrostisch aus den ersten Buchstaben der Wörter eines zufällig vorliegenden Textes zusammengesetzt sind. Der Ich-Erzähler nimmt an mehreren Séancen und Partys teil, die Diana in ihrer New Yorker Wohnung veranstaltet, zerstreitet sich aber mit ihr, weil er sich über ihre Gäste lustig gemacht hat. Nachdem er die Nachricht von ihrem Tod erhalten hat, hofft er halb zweifelnd auf entsprechende Botschaften und sucht in William Shakespeares Sonetten vergeblich nach verborgenen Nachrichten. In der Nacht hat er einen Traum, den er aber nicht deuten kann, und ist frustriert. Er bemerkt nicht, dass die Anfangsbuchstaben der Wörter des letzten Absatzes der Erzählung die Botschaft ergeben: „Icicles by Cynthia. Meter from me. Sybil“ (deutsch: „Eiszapfen von Diana, Parkuhr von mir. Sibyl“).

## Unzuverlässiges Erzählen
Der Ich-Erzähler in den Schwestern Vane ist ein unzuverlässiger Erzähler: Er weiß weniger als der aufmerksame Leser und bemerkt nicht, dass die toten Schwestern mit ihm kommunizieren – und dies, obwohl er nach Zeichen eben dafür sucht. Laut dem amerikanischen Literaturwissenschaftler Wayne C. Booth treibt Nabokov hier „das Vergnügen einer geheimen Kommunikation [zwischen Autor und Leser] so weit wie möglich in Richtung schierer Kryptographie“. Dem Leser wird es indes nicht leicht gemacht, ihn als unzuverlässig zu durchschauen, denn Nabokov gibt sich einige Mühe, ihn im Gegenteil als intelligent und aufmerksam vorzustellen. Nabokovs grundsätzliches Anliegen, den Erzähler seiner scheinbar unangreifbaren Autorität zu entkleiden, zeigte sich vor den Schwestern Vane in Der Späher von 1930 und danach in Lolita (1955) und Fahles Feuer (1962).

## Intertextualität
Die Geschichte enthält, wie viele Texte Nabokovs, zahlreiche literarische Anspielungen. Diese finden sich etwa in den Namen der beiden Schwestern: Sibyl Vane heißt die Freundin des Protagonisten in Oscar Wildes Das Bildnis des Dorian Gray, die durch dessen Kaltherzigkeit in den Suizid getrieben wird. Gleichzeitig ist die Sibylle von Erythrai eine antike Prophetin, die nach dem Dies irae der lateinischen Totenmesse das Jüngste Gericht ankündigt. Cynthia ist der Name der Geliebten des römischen Dichters Properz, deren geisterhaftes Erscheinen nach ihrem Tod er am Anfang der 7. Elegie des IV. Buchs beschreibt. Auch der Titel eines ihrer Bilder, das in der Kurzgeschichte beschrieben wird, deutet nach der Literaturwissenschaftlerin Maria Rybakova auf ein Leben nach dem Tod: Seen Through a Windshield, „Durch eine Windschutzscheibe gesehen“, sei eine Anspielung auf den „Spiegel“, durch den wir nach 1 Kor 13,12  zu Lebzeiten alle nur undeutlich blicken. Der Literaturwissenschaftler Dean Flower macht darauf aufmerksam, dass die Sonette, die der Ich-Erzähler am Ende der Geschichte nach verborgenen Botschaften durcharbeitet, auf der Textoberfläche von egoistischem Liebesbetrug handeln. Der amerikanische Literaturwissenschaftler Harold Bloom sieht in der schwer verständlichen Beschreibung des Traums, die die Botschaft aus der Geisterwelt enthält, eine Selbstparodie auf Nabokovs eigenen Stil.

## Deutung
Nach Maria Rybakova wollten die toten Schwestern dem Ich-Erzähler zeigen, wie gefühllos er sie beide behandelt hatte: Die ältere Schwester habe ihm den kalten Glanz schmelzender Oberflächen zeigen wollen, die jüngere ihn an die Schatten des Jüngsten Gerichts erinnern wollen, wenn jeder für seine Taten zu zahlen habe.

## Entstehung und Veröffentlichung
Nabokov fiel die Geschichte Die Schwestern Vane am 8. Februar 1951 in seinem Badezimmer in Ithaca ein, als er an einen jüngst verstorbenen Bekannten dachte. Die Niederschrift zog sich bis zum 11. März hin, weil er Lehrverpflichtungen an der Cornell University hatte. Er reichte sie bei der Zeitschrift The New Yorker ein, die bereits mehrere Erzählungen von ihm abgedruckt hatte. Weil die zuständige Redakteurin Katharine White die Pointe aber nicht bemerkt hatte, lehnte sie den Abdruck ab, weshalb Nabokov ihr brieflich die Struktur der Geschichte erläutern musste. 1959 wurde sie schließlich in The Hudson Review erstmals gedruckt, verbunden mit dem Hinweis für „an Rätseln interessierte Leser“, auf der letzten Seite gebe es eine kodierte Botschaft. 1966 wurde sie in Nabokov’s Quartet zusammen mit drei anderen Geschichten erstmals in Buchform gedruckt, 1968 erschien sie in der Sammlung Nabokov’s Congeries und 1975 in der Sammlung Tyrants Destroyed and Other Stories. Hier stellte ihr Nabokov eine Bemerkung voran, in der er auf die akrostische Geheimbotschaft im letzten Absatz hinweist, die der Ich-Erzähler nicht bemerkt – „ein Trick, den man nur einmal in tausend Jahren belletristischer Prosa versuchen kann. Ob er funktioniert, ist eine andere Frage“. 1966 erschien die deutsche Übersetzung von Dieter E. Zimmer in dem Band Frühling in Fialta.

## Rezeption
Nabokovs Biograph Brian Boyd hält Die Schwestern Vane für eine seiner besten Geschichten. Sie fasse die Kunst des Verfassers zusammen: peinlich genaue Achtsamkeit bezüglich der Außenwelt, exakte Beobachtung der Innenwelt und gleichzeitig eine drängende Sehnsucht nach etwas, das jenseits davon liege; eine brillante Beherrschung der gängigen Techniken fiktionaler Literatur, doch gleichzeitig ein Versprechen auf etwas, das hinter den Wörtern liege, und indirekte Hinweise, die den Leser die Lösung des Rätsels, das die Geschichte stelle, selber finden lasse. Harold Bloom nennt sie „hervorragend“, der „barock reiche Text“ stehe im Widerspruch zu Nabokovs wiederholter Klage, er könne sich im Englischen nicht so gut ausdrücken wie in seiner Muttersprache Russisch.

## Einzelbelege
1. ↑  “‘The Vane Sisters’ carries the pleasure of secret communication [between author and reader] about as far as it can go in the direction of what might be called mere cryptography”. Wayne C. Booth: The Rhetoric of Fiction. University of Chicago Press, Chicago 1961, S. 301.
2. ↑  Gennady Barabtarlo: English Short Stories. In: Vladimir E. Alexandrov (Hrsg.): The Garland Companion to Vladimir Nabokov. Routledge, New York 2014, S. 101–116, hier S. 112.
3. ↑  Maria Rybakova: Darkness of Absence and Darkness of Sleep: A Love Lesson in Nabokov’s The Vane Sisters. In: Toronto Slavic Quarterly 45 (2013), S. 60–74, hier S. 61–66.
4. ↑  Dean Flower: Nabokov’s Personae. In: The Hudson Review 38, No. 1 (1985), S. 147–156, hier S. 154 f.
5. ↑  Harold Bloom: Die Kunst der Lektüre. Wie und warum wir lesen sollten. C. Bertelsmann, München 2000, S. 53.
6. ↑  Maria Rybakova: Darkness of Absence and Darkness of Sleep: A Love Lesson in Nabokov’s The Vane Sisters. In: Toronto Slavic Quarterly 45 (2013), S. 60–74, hier S. 60 und 74.
7. ↑  Brian Boyd: Vladimir Nabokov. The American Years. Princeton University Press, Princeton 1991, ISBN 069106797X, S. 190 ff. (abgerufen über De Gruyter Online).
8. ↑  Brian Boyd: Vladimir Nabokov. The American Years. Princeton University Press, Princeton 1991, ISBN 069106797X, S. 194 f. (abgerufen über De Gruyter Online).
9. ↑  Dean Flower: Nabokov’s Personae. In: The Hudson Review 38, No. 1 (1985), S. 147–156, hier S. 155, Anm. 6.
10. ↑  Bibliographische Nachweise. In: Vladimir Nabokov: Die Schwestern Vane. Erzählungen 1943–1951. Deutsch von Renate Gerhardt und Dieter E. Zimmer. Rowohlt Taschenbuch Verlag, Reinbek 1999, S. 196 f.
11. ↑  Brian Boyd: Vladimir Nabokov. The American Years. Princeton University Press, Princeton 1991, ISBN 069106797X, S. 194 f. (abgerufen über De Gruyter Online).
12. ↑  Harold Bloom: Die Kunst der Lektüre. Wie und warum wir lesen sollten. C. Bertelsmann, München 2000, S. 53.